# Оогамія

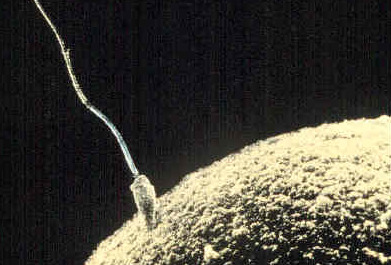

Оогамія (грец. φόν – яйце і «...гамія») — форма анізогамії, при якій жіноча гамета (яйцеклітина) утворюється великою та нерухомою, а чоловіча — значно дрібнішою і рухомою (сперматозоїд, спермій).
Оогамія притаманна всім багатоклітинним тваринам, багатьом нижчим та всім вищим рослинам та деяким грибам.